# Don Bosco (telenovela)
Don Bosco é uma telenovela mexicana, produzida pela Televisa e exibida em 1961 pelo Telesistema Mexicano.

## Elenco
- Rafael Bertrand .... Don Bosco
- Alicia Montoya
- Nicolás Rodríguez
- Alberto Galán
- Josefina Escobedo
- Antonio Passy
- Pepito Morán
- Luis Gimeno
- Roberto Araya
- Armando Gutierrez